# Ahmići
Ahmići is een plaats in Bosnië en Herzegovina, in de gemeente Vitez in het kanton Centraal-Bosnië.
In 1991, voorafgaand aan de Bosnische Oorlog, woonden er 1178 mensen. Daarvan waren 509 Bosniakken, 592 Kroaten, 30 Serviërs en 47 overigen.

## Gebeurtenissen tijdens de Bosnische Oorlog

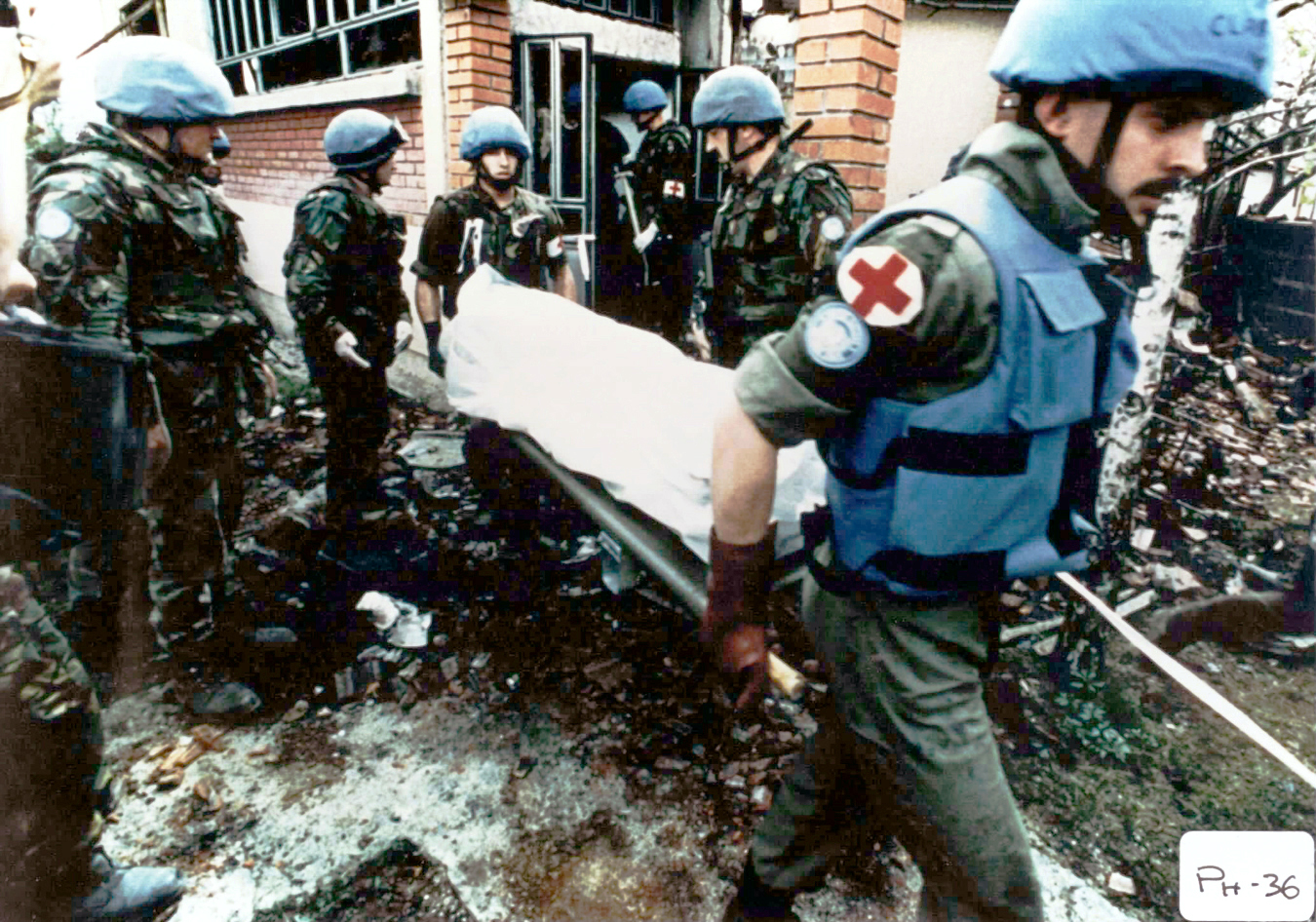
VN vredestroepen bergen lichamen in Ahmići, april 1993

Op 16 april 1993 vielen Bosnisch-Kroatische troepen de plaats aan. Alleen het Bosniak-gedeelte van het plaatsje werd getroffen, de Bosniak-bevolking werd systematisch uitgemoord. Naar schatting kwamen rond de 116 mensen om. Deze massamoord werd kort daarna ontdekt door Britse UNPROFOR-troepen. De beelden van de vernielde moskee met de omgevallen minaret gingen de hele wereld over en vestigden de aandacht op dit tot dan toe relatief onbekende aspect van de Bosnische oorlog: niet alleen Bosnische Serviërs traden op als agressors maar ook leden van de andere in Bosnië en Herzegovina levende bevolkingsgroepen, zoals Bosnische Kroaten.

## Volkstelling van 2013
Volgens de volkstelling van 2013 telt het dorp zo'n 506 inwoners, waarvan 329 Bosniakken en 176 Kroaten.